# Gal (đơn vị đo)

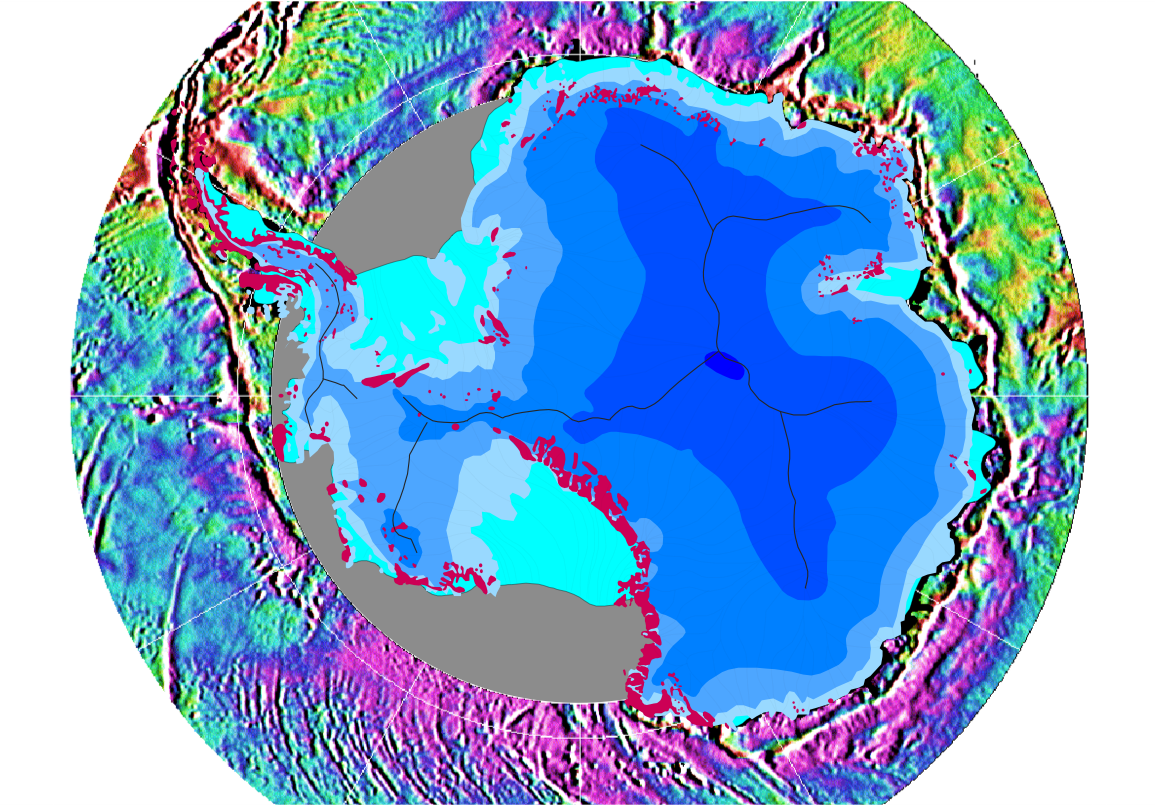
Dị thường trọng lực bao trùm các vùng biển phía Nam. Biên độ dao động từ -30 mGal (tía) đến +30 mGal (đỏ). Số liệu đã được loại bỏ sự khác biệt về vĩ độ.

Gal, đôi khi được gọi là galileo, ký hiệu Gal, là một đơn vị của gia tốc sử dụng rộng rãi trong các ngành khoa học trọng trường. Gal được định nghĩa là 1 cm trên giây bình phương (1 cm/s2). Các milligal (mGal) và microgal (μGal) tương ứng với một phần nghìn và một phần triệu của một gal.
Gal không phải là thành phần của Hệ đo lường SI. Năm 1978, Ủy ban Quốc tế về Cân đo CIPM quyết định cho phép sử dụng gal "với Hệ đo lường SI cho đến khi CIPM cho rằng sử dụng [nó] không còn cần thiết nữa." Tuy nhiên, việc sử dụng các gal bị phản đối bởi ISO 80000- 3: 2006.
Gal là một đơn vị dẫn xuất của Hệ đo lường CGS (centimet-gram-giây). Trong Hệ đo lường SI, 1 Gal là chính xác bằng 0,01 m/s2.
Gal được đặt tên theo Galileo Galilei, nhà vật lý thực hiện đầu tiên phép đo trọng trường Trái Đất.

## Gal và Trọng trường Trái Đất
Gia tốc do trọng lực của Trái Đất (xem Trọng lực tiêu chuẩn trong Tương tác hấp dẫn) tại bề mặt của nó là 976 - 983 Gal, trong đó sự biến đổi chủ yếu là do sự khác biệt về vĩ độ và độ cao. Núi và các khối có mật độ thấp hơn trong lớp vỏ Trái Đất thường gây ra biến đổi của gia tốc trọng trường từ hàng chục đến hàng trăm milligals (mGal).
Gradient trọng lực, tức biến thiên theo độ cao, trên bề mặt của Trái Đất là khoảng 3,1 μGal mỗi cm độ cao (3,1 × 10−6 s2), dẫn đến một sự khác biệt tối đa khoảng 2 Gal (0,02 m/s2) từ Đỉnh Everest với mực nước biển.
Trên Trái Đất gia tốc do trọng lực được đo bằng Máy đo trọng lực (Gravimeter), hiện số đo theo đơn vị của Gal. Các đo đạc này là thành tố chủ yếu của Thăm dò trọng lực, phục vụ nghiên cứu Vật lý Địa cầu và Địa vật lý Thăm dò.

## Chuyển đổi
| Giá trị cơ sở     | (Gal, hoặc cm/s2) | (ft/s2)   | (m/s2)   | (Trọng lực tiêu chuẩn, g0) |
| ----------------- | ----------------- | --------- | -------- | -------------------------- |
| 1 Gal, hoặc cm/s2 | 1                 | 0,0328084 | 0,01     | 0,00101972                 |
| 1 ft/s2           | 30,4800           | 1         | 0,304800 | 0,0310810                  |
| 1 m/s2            | 100               | 3,28084   | 1        | 0,101972                   |
| 1 g0              | 980,665           | 32,1740   | 9,80665  | 1                          |